# Hamdane Lounissi
 (novembre 2018).
Si vous disposez d'ouvrages ou d'articles de référence ou si vous connaissez des sites web de qualité traitant du thème abordé ici, merci de compléter l'article en donnant les références utiles à sa vérifiabilité et en les liant à la section « Notes et références ».
Hamdane Benelounissi (Benlounissi) Ibn Ahmed Ibn Mohamed est un théologien musulman sunnite (ouléma) né en 1856 à Constantine et mort en 1920, en exil, à Médine (Arabie Saoudite).

## Biographie
Hamdane Benelounissi (Benlounissi) aurait été le disciple du théologien Abdelkader El Medjaoui. Il était également membre de la confrérie religieuse Tijania. En janvier 1881 il est désigné comme enseignant à la grande mosquée de Constantine où il enseignera la langue arabe et la jurisprudence islamique. Son plus célèbre élève à cette période sera Abdelhamid Ibn Badis. En 1910, il s'exile[pourquoi ?] à Médine, en Arabie Saoudite, où il continuera à enseigner et décédera en 1920. Son fils, Mohamed Tahar BeneLounissi (Benlounissi), revient alors en Algérie, à Constantine, et sera proche de l'écrivain Kateb Yacine.

## Ses disciples
- Abdelhamid Ibn Badis
- Tayeb el-Oqbi
- Mohamed Bachir El Ibrahimi
- Mahmoud Bendali dit Kahoul, grand mufti d'Alger
- Mohamed Larbi Tebani